# 1240
Гпдина 1240 (MCCXL) била је преступна година која је почела у недељу.
1240 је била преступна година.

## Догађаји
- Википедија:Непознат датум — Фридрих II покушао је војно да разреши спорове с папом и кренуо је кроз Тоскану на Рим али је папа успео да придобије народ и цар је био приморан на повлачење.
- Википедија:Непознат датум — У северној Италији се водио тежак рат. Кнез Езелино уништио је марку Тревизо. У Ферари, коју је преузео папински легат, гибелина Салингуеру заменио је гвелф Азо VII од Есте. Млеци су напали Апулију.
- Википедија:Непознат датум — Пагано дела Торе, власник великих добара у Ломбардији, дошао је на чело народне странке у Милану.
- Википедија:Непознат датум — Улрих I постао је војвода од Виртемберга. Он ће потом профитирати од нереда који су настали у земљи након смрти Фридриха II (1250) и прошириће подручја свог војводства на штету Војводства Штајерске које је било у распаду.
- Википедија:Непознат датум — У Русији је војска Татарина Бату-кана освојила Кијев, уништавајући град кренули су према Угарској, Пољској и Чешкој.
- 15. јул — Новгородска војска кнеза Александра Невског је поразила шведску војску у бици на Неви.
- 5. септембар - 6. децембар — Опсада Кијева (1240)

### Децембар
- Википедија:Непознат датум — У Делхијском Султанату, тзв. Четрдесеторица мамелука, у чијим рукама је држана сва моћ у земљи, протерали су РазијаРазија. Након раздобља борби на престо је дошао Му'изз уд-Дин Бахрам.